# Haouzia
Haouzia (franska: Haouzia (CR), Haouzia (Commune Rurale), arabiska: شتوكة) är en kommun i Marocko.   Den ligger i provinsen El Jadida och regionen Casablanca-Settat, i den norra delen av landet, 170 km sydväst om huvudstaden Rabat. Antalet invånare är 32 589.